# Walter Hünefeld
Friedrich Walter Hünefeld (* 15. Februar 1886 in Königstein (Sächsische Schweiz); † nach 1930) war ein deutscher Ministerialbeamter im Sächsischen Verkehrsministerium und Manager.

## Leben
Nach dem Abitur am  Gymnasium in Dresden-Neustadt studierte Walter Hünefeld an den Universitäten Lausanne, Freiburg und Leipzig Rechtswissenschaften. 1906 wurde er Mitglied des Corps Budissa Leipzig. 1911 wurde er in Leipzig mit einer Dissertation zum Thema Zweckverband und Samtgemeinde mit besonderer Berücksichtigung sächsischer Verhältnisse zum Dr. jur. promoviert. Das Referendariat absolvierte er bei der Königlichen Generaldirektion der Sächsischen Staatseisenbahnen in Dresden. Nach dem Assessorexamen wurde er dort Güter-Verkehrsreferent. Während des Ersten Weltkrieges war er Referent für den Abfertigungs- und Beförderungsdienst und Vertreter Sachsens im Deutschen Eisenbahnverkehrsverband. Nach dem Krieg trat er in das Sächsische Wirtschaftsministerium über, wo er 1930 Oberregierungsrat war.
Hünefeld war stellvertretender Staatsvertreter im Verwaltungsrat des Leipziger Meßamtes, stellvertretender Staatskommissar bei der Internationalen Pelzfach- und Jagdausstellung 1930 in Leipzig, Ländervertreter im Aufsichtsrat des Mitteleuropäischen Reisebüros, Vorsitzender des politischen Überwachungsausschusses bei der Mitteldeutschen Rundfunk-AG, Verwaltungsratsmitglied der Deutschen Bücherei in Leipzig, Aufsichtsratsmitglied der Deutschen Luft Hansa AG, der Mitteldeutschen Luftverkehrs-AG, der Sächsischen Flughafenbetrieb-Gesellschaft, der Kraftverkehr Freistaat Sachsen AG, der AG Sächsische Werke, der Mitteldeutschen Rundfunk AG, der Leipziger Messe- und Ausstellungs-AG, der Internationalen Verkehrsbüro AG in Leipzig und der Dresdener Überlandverkehr GmbH sowie Mitglied des Verwaltungsausschusses der Sächsisch-Böhmischen Dampfschiffahrts-AG in Dresden, der Neuen Deutsch-Böhmischen Elbschiffahrts-AG in Dresden und der Schiffs- und Maschinenwerft Laubegast.